# Кристаллофосфор
Кристаллофосфор — это вещество, обладающее фосфоресценцией. Как правило это диэлектрик или полупроводник. Простейшая модель кристаллофосфора включает в себя 2 уровня в запрещённой зоне. Уровень ловушки для электронов ближе к зоне проводимости, а уровень центра свечения ближе к валентной зоне. При возбуждении кристаллофосфора различными видами ионизирующего излучения в нем возникают дырки (в валентной зоне) и электроны (в зоне проводимости). Двигаясь по зоне проводимости, электроны могут быть захвачены в ловушку. Для освобождения таких электронов требуется приложить дополнительную энергию — это либо нагрев (термолюминесценция), либо оптическая стимуляция (Оптолюминесценция). Таким образом, механизм люминесценции в кристаллофосфорах в основном рекомбинационный. Активаторами служат примесные атомы, а ловушками — дефекты 
решётки.